# Pat Williams
Patrick "Pat" Williams (født 24. oktober 1972 i Monroe, Louisiana, USA) er en tidligere amerikansk footballspiller, der spillede i NFL som nose tackle for henholdsvis Buffalo Bills og Minnesota Vikings.
Williams har to gange, i 2006 og 2007, deltaget i Pro Bowl, NFL's All Star-kamp.

## Klubber
- Buffalo Bills (1997–2004)
- Minnesota Vikings (2005–2010)